# Jade (dal)
A Jade az X Japan japán heavymetal-együttes 21. kislemeze, mely 2011. június 28-án jelent meg az EMI kiadásában Európában és Amerikában, július 13-án pedig Ázsiában és Yoshiki írta. Ez a dal az együttes első nemzetközi kiadványa.
A dal első helyezett volt az iTunes listáján Japán mellett Spanyolországban és Svédországban. A Billboard Japan Hot 100 listáján a 19. helyet érte el.

## Háttér
2011. január 27-én bejelentették, hogy az X Japan hároméves szerződést írt alá az EMI-jal, melynek keretében a kiadó a Jade című kislemezük amerikai disztribúcióját fogja végezni. A kislemez megjelenési dátuma március 15. volt, a stúdióalbumot pedig nyár végén szándékozták megjelentetni. Új világ körüli turnét is bejelentettek. A március 11-i tóhokui földrengés és cunami miatt az együttes június 28-ra halasztotta a kislemez megjelenését.
A dalhoz videóklipet is forgattak a hollywoodi Kodak Theatre tetején, melyet Dean Karr rendezett.

## Számlista
| #  | Cím  | Szerző(k) | Hossz |
| -- | ---- | --------- | ----- |
| 1. | Jade | Yoshiki   | 6:19  |

## Fordítás
Ez a szócikk részben vagy egészben  a   Jade (song) című angol Wikipédia-szócikk fordításán alapul.  Az eredeti cikk szerkesztőit annak laptörténete sorolja fel. Ez a jelzés csupán a megfogalmazás eredetét és a szerzői jogokat jelzi, nem szolgál a cikkben szereplő információk forrásmegjelöléseként.